# Ocotea discrepens
Ocotea discrepens är en lagerväxtart som beskrevs av C. K. Allen. Ocotea discrepens ingår i släktet Ocotea och familjen lagerväxter. Inga underarter finns listade i Catalogue of Life.